# Pu Songling
Pu Songling (Chinees: 蒲松齡 / 蒲松龄, Pinyin: Pú Sōnglíng; 1640-1715) was een Chinese schrijver. Hij woonde zijn hele leven in Sichuan, nu Zibo, provincie Shandong.

## Leven
Pu Songlings etnische afkomst is niet volledig verklaard. Mogelijk was hij afstammeling van een Jurchen-familie, die gedurende de Jin-dynastie naar Shandong verhuisde en zich daar assimileerde met de plaatselijke bevolking. Volgens andere theorieën zouden zijn voorouders Mongolen of Hui Chinesen zijn geweest.
Als ziekelijk en eenzaam kind slaagde Pu meerde keren niet voor de keizerlijke examens. Zijn dromen over een loopbaan als ambtenaar moest hij daarom al vroeg opgeven. Hij werd toen schoolleraar. Met geringe inkomsten en ver van sociale erkenning bracht hij, afgezien van verre reis, zijn leven door in de provincie Shandong. Volgens een overlevering opende hij daar een theehuis en nodigde zijn gasten tot het vertellen van verhalen uit, die hij dan opschreef en publiceerde.
Eerst op de hoge leeftijd van 72 jaren, drie jaren voor zijn dood, kreeg hij een bescheiden functie. Verder was hij als privéleraar werkzaam en schreef daarnaast ontelbare werken zoals handboeken, encyclopedieën , gedichten en essays. In zijn nagelaten papieren geeft Pu uitdrukking van de eenzaamheid en de frustratie van zijn laatste jaren: ”Ik ben maar een vogel, die met ontzetting de vorst ziet komen en die in de twijgen geen toevlucht vindt; een krekel in de herfst, die naar de maan tsjirpt en zich tegen een deur aandrukt voor een beetje warmte. Waar zijn zij, die mij kennen?” Tijdens zijn leven was hem geen sociale status noch een politieke carrière gegund. Pas na zijn dood zou dit volgen door zijn levenswerk Liaozhai Zhiyi.

## Werk
Pu’s bekendste werk is de Liaozhai Zhiyi (聊齋誌異 – “Optekeningen van uitzonderlijke zaken uit het Studeervertrek der Ledigheid”) van 1679. De pas in 1707 definitief afgesloten verzameling bevat 431 verhalen en verbindt de vroegmiddeleeuwse geest en liefdesgeschiedenissen met de novellen van de Tang dynastie.
In talrijke van de vaak bovennatuurlijke of fantastische trekken dragende verhalen komt de Taoïstische voorstelling van een “bezielde” natuur tot uitdrukking. Om te noemen De vossengeesten
In De kraaien wordt de grens tussen mens en vogelwereld opgeheven. Gedaanteverwisselingen tussen beide soorten zijn altijd mogelijk. Van in mensengedaante verschijnende pioenrozen of chrysanten berichten de vertellingen De bloemenvrouwen en De chrysantgeniën. Ook geschilderde scenes kunnen zich met de werkelijkheid vermengen, zoals in Het Muurschilderij.
Religieus-mythologisch elementen komen in De rechter voor, waarin als grap een voor een eten uitgenodigde rechter uit de hel niet alleen zijn gastheer een “slimmer” hart implanteert, maar ook een vrouw een knapper gezicht opzet. 
Naast alle vlucht voor de werkelijkheid besteedt Pu ook aandacht aan de levensomstandigheden van zijn tijd, zoals de corruptie van ambtenaren, het strenge examensysteem en de boekenwijsheid van academici. Ook de vluchtelingenellende, de hongersnoden en het bandietenwezen van de vroege Qing dynastie worden thema.

## Invloed
Ondanks de wat formele taal werd het werk snel populair. Het was eerst in manuscriptvorm in omloop, omdat Pu Songling een publicatie niet kon betalen. Een gedrukte uitgave verscheen eerst rond het midden van de 18e eeuw (1740 of 1766). Franz Kafka heeft zich later zeer positief over het werk uitgelaten .